# 咸鏡南道 (大韓民国)
咸鏡南道（ハムギョンナムド、かんきょうなんどう）は、朝鮮半島北東部に位置する大韓民国の行政区（以北五道）。道庁所在地は咸興市。
現在、全域が朝鮮民主主義人民共和国による支配下にあり、大韓民国政府による実効支配は及んでいない。朝鮮民主主義人民共和国の行政区画では咸鏡南道・両江道の大部分・慈江道の一部・江原道の一部に相当する。

## 歴史
北朝鮮によって北部が両江道として分離し、元山市などが江原道に編入されたが、大韓民国においては現在も公式には咸鏡南道の一部としている。

## 咸鏡南道の自治体

### 市
- 咸興市 - 함흥시【咸興市】Hameung-si （ハムン=シ、咸鏡南道道庁所在地）
- 興南市 - 흥남시【興南市】Heungnam-si （フンナム=シ）
- 元山市 - 원산시【元山市】Wonsan-si （ウォンサン=シ）

### 郡
- 恵山郡 - 혜산군【惠山郡】Hyesan-gun （ヘサン=グン）
- 三水郡 - 삼수군【三水郡】Samsu-gun （サムス=グン）
- 甲山郡 - 갑산군【甲山郡】Gapsan-gun （カプサン=グン）
- 長津郡 - 장진군【長津郡】Jangjin-gun （チャンジン=グン）
- 豊山郡 - 풍산군【豐山郡】Pungsan-gun （プンサン=グン）
- 端川郡 - 단천군【端川郡】Dancheon-gun （タンチョン=グン）
- 利原郡 - 이원군【利原郡】Iwon-gun （イウォン=グン）
- 北青郡 - 북청군【北青郡】Bukcheong-gun （プクチョン=グン）
- 洪原郡 - 홍원군【洪原郡】Hongwon-gun （ホンウォン=グン）
- 新興郡 - 신흥군【新興郡】Sinheung-gun （シヌン=グン）
- 咸州郡 - 함주군【咸州郡】Hamju-gun （ハムジュ=グン）
- 定平郡 - 정평군【定平郡】Jyeongpyeong-gun （チョンピョン=グン）
- 永興郡 - 영흥군【永興郡】Yeongheung-gun （ヨンフン=グン）
  - 現在の金野郡・耀徳郡
- 高原郡 - 고원군【高原郡】Gowon-gun （コウォン=グン）
- 文川郡 - 문천군【文川郡】Muncheon-gun （ムンチョン=グン）
- 安辺郡 - 안변군【安邊郡】Anbyeon-gun （アンビョン=グン）